# Erecula septemdentata
Erecula septemdentata is een hooiwagen uit de familie Assamiidae.